# Jean le Blanc
Jean le Blanc (également écrit « Jean-le-Blanc ») serait un étalon blanc né en 1823 ou 1824 dans le Perche, en France, à l'origine de la race des chevaux de trait Percheron. Bien que son existence ne soit pas démontrée par des documents écrits, il figure à la première place des généalogies et fait l'objet d'une quasi-vénération par les éleveurs de chevaux de race Percheron. Son histoire s'est transmise via la tradition et la mémoire populaire, tout au long du XIXe siècle. 
Jean le Blanc est décrit comme le descendant d'un étalon arabe nommé Gallipoly, mais cette filiation est remise en doute, car elle ne correspond pas aux informations archivées. 

## Sources
La première source écrite au sujet de Jean le Blanc est l'ouvrage Le cheval percheron de Charles Du Haÿs,, écrit après l'existence présumée de ce cheval, et qui le mentionne avec emphase. Aucun enregistrement écrit n'a été retrouvé pour prouver l'existence d'un cheval de ce nom, qui serait né dans le Perche durant les années 1820 ; il n'existe donc aucun moyen d'attester la véracité de son histoire.
Jean le Blanc est ensuite mentionné dans diverses sources qui reprennent les informations données par Du Haÿs, comme Le cheval Percheron de Georges Trolet en 1907, Le cheval de trait, races françaises d'Alfred Gallier en 1910, et L'élevage du cheval en France de René Musset en 1917.

### Caractère légendaire
L'auteur Marcel Mavré place l'histoire de Jean le Blanc, que « tout le monde connaît » parmi les éleveurs de chevaux Percheron, au rang des légendes, notamment en raison de sa filiation par « l'alliance d'un étalon de sang oriental et d'une jument indigène », dans un contexte où toutes les races de chevaux de trait qui émergent au XIXe siècle « revendiquent l'influence du sang oriental dans leur histoire ». L'ethnologue Bernadette Lizet cite aussi l'histoire du « célébrissime » Jean le Blanc, « l’un des rares pères fondateurs de la race percheronne « régénérée » », parmi les exemples de revendication de filiations arabes mises au service du capitalisme marchand, cette filiation faisant partie des thèses favorites de Charles Du Haÿs. Le photojournaliste Jean-Léo Dugast soutient lui aussi le caractère légendaire de Jean le Blanc, en insistant sur l'absence de recherche sérieuse par Charles du Haÿs, lequel ne se base que sur des « faits racontés ». 
Pour Evelyne Morin, organisatrice d'une Fête du cheval percheron en 2013, l'histoire de Jean le blanc est « une légende », mais le Percheron a « des origines arabes indéniables ». Pour Alvin Howard Sanders et Wayne Dinsmore, l'existence de Jean le Blanc « peut difficilement être un sujet de doutes » en raison de la transmission de son nom, effectuée avec « vénération », et de la tradition qui lui est liée.

## Histoire
Jean le Blanc serait un étalon « blanc » né à Mauves-sur-Huisne, dans l'Orne, en 1823 ou 1824. En 1825, il est vendu à un habitant de Villers-en-Ouche, M. Miard.
Il serait mort en 1856 chez son propriétaire M. Miard, à l'âge avancé de 32 ans, sans souffrir de problème de santé particulier,.

## Origines
D'après Charles du Haÿs, Jean le Blanc serait le fils (ou le « descendant direct ») d'un étalon arabe nommé Gallipoli ou Gallipoly, propriété du haras du Pin, à l'époque où il était stationné au château de Coësnes, près de Bellesmes, vers 1820,,. Gallipoly serait lui-même à l'origine de la couleur de robe gris pommelé des Percherons actuels. 
Les archives gouvernementales du haras du Pin décrivent Gallipoly comme un « petit cheval de selle turc » ; il y apparaît pour la première fois lors de l'inspection de 1813 avec les mentions suivantes : « Turc ; gris moucheté clair ; hauteur, 1 mètre 50 cm ;  classification, cheval de selle ; père, un Turc ; mère, une Turque ; né en 1803 ; entré au haras le 23 nov. 1812. Acheté par qui : envoyé par le Ministre. Observations : bon cheval de sang ». Lors de l'inspection
de 1815, il est décrit en termes élogieux comme un « excellent étalon, bien conservé ; produit bien, bonne action ».
La plupart des éleveurs français de Percheron soutiennent que Jean-le-Blanc a des origines arabes. Alvin Howard Sanders et Wayne Dinsmore réfutent que Gallipoly soit entré dans la généalogie de la race du Percheron : sa taille et son modèle ne correspondent pas d'une part ; il n'est pas enregistré comme Arabe mais comme « Turc » d'autre part ; enfin ils signalent l'existence d'autres chevaux de robe grise-blanche dans la région du Perche, à son époque.

## Descendance

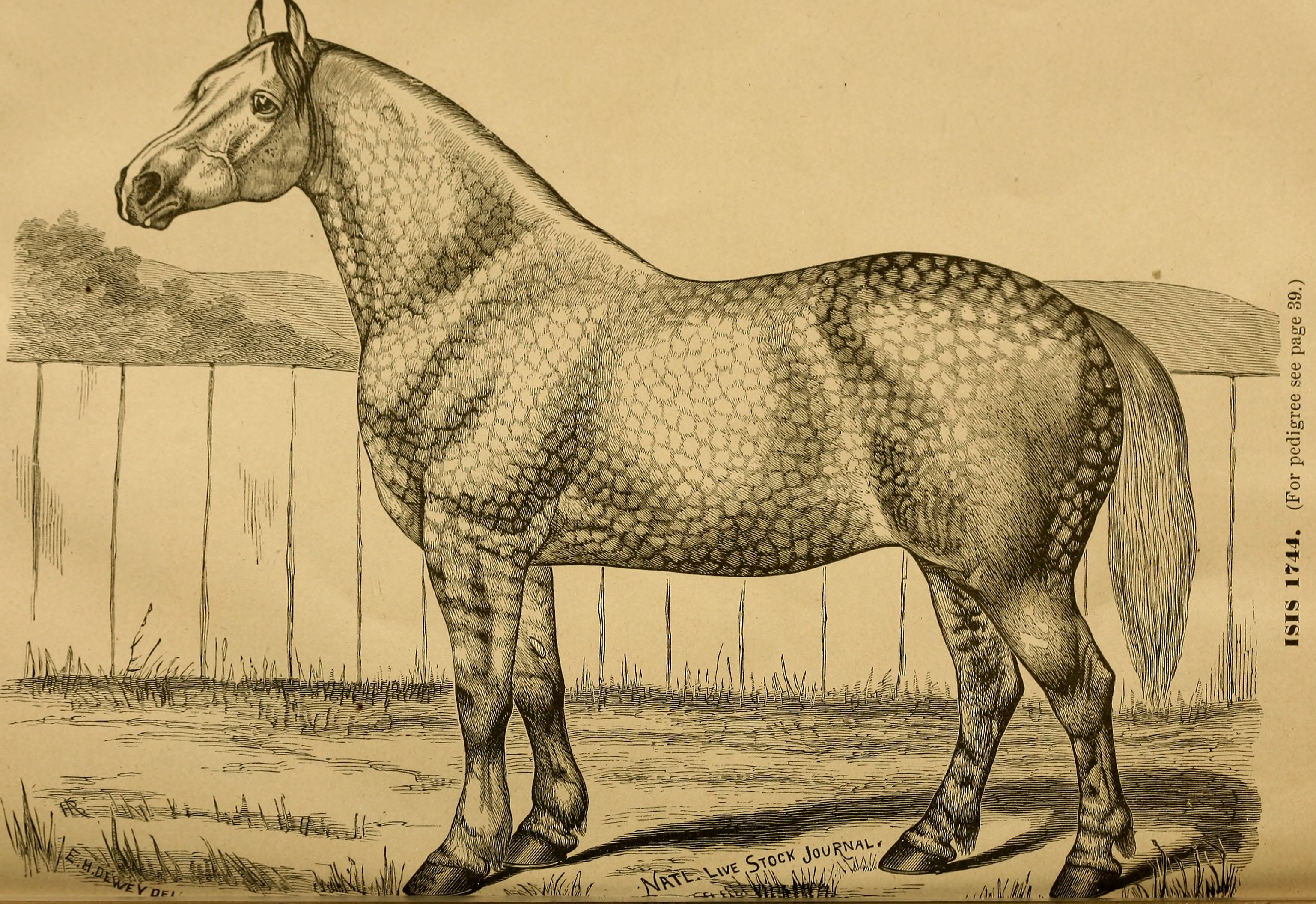
Isis 1744, une jument descendante de Jean le Blanc.

Charles du Haÿs décrit Jean le Blanc comme l'agent améliorateur le plus important de la race du Percheron dans la région de l'Ouche.
Visualiser la lignée de Jean le Blanc sous forme de graphe
Jean le Blanc est aussi fréquemment cité comme l'ancêtre majeur de la race du Percheron : pour la Société hippique percheronne « le plus grand nombre des chevaux élevés dans le Perche depuis 50 ans ont Jean-le-blanc pour ancêtre » ; voire, il est cité comme l'ancêtre de tous les Percherons : « All the modern Percherons trace their bloodlines to Jean-le-Blanc »,. Son succès est attribué à « l'influence régénératrice de l'arabe », par des « accouplements judicieux et consanguins »,. 
Il a pour fils Mignon, lui-même père de Coco, et ancêtre de Coco II et Vieux-Chaslain, des étalons percherons célèbres au XIXe siècle.
Pendant les journées européennes du patrimoine de 2016, une rue de Mortagne-au-Perche est baptisée en hommage à l'étalon Jean le Blanc, dans un contexte où les attributions de noms de rue à des animaux sont très rares.